# یوگنی کلفتسوف
یوگنی کلفتسوف (روسی: Евгений Петрович Клевцов؛ ۲۸ مارس ۱۹۲۹ – ۲۴ مارس ۲۰۰۳) دوچرخه‌سوار اهل اتحاد جماهیر سوسیالیستی شوروی بود.
وی در مسابقات کشوری و بین‌المللی در مجموع برندهٔ ۱ مدال برنز شده‌است.